# 岡村博
岡村 博（おかむら ひろし、1905年11月10日 - 1948年9月3日）は、日本の数学者。京都帝国大学教授。解析学や微分方程式の理論に貢献した。

## 略歴
1929年京都帝国大学理学部を卒業し、同学の教授を務めた。
主な業績として、常微分方程式の初期値問題を研究し、解の一意性のための必要十分条件を導いた。これにより、20世紀前半の微分方程式論で最も重要な問題の一つに終止符が打たれた。その他の業績としては、積分法の平均値の定理の改良がある。
第二次世界大戦中は航空力学の研究にも携わったが、戦後の食糧難による栄養失調で、42歳の若さで亡くなった。
父は法学者・弁護士の岡村司。教え子に溝畑茂・山口昌哉がいる。

## 主な論文
- Hiroshi Okamura (1941), “Sur l'unicité des solutions d'un système d'équations différentielles ordinaires” (フランス語), Memoirs of the College of Science, Kyoto Imperial University（京都帝国大学理学部紀要）, A 23:  225-231, hdl:2433/257259
- Hiroshi Okamura (1942), “Condition nécessaire et suffisante remplie par les équations différentielles ordinaires sans points de Peano” (フランス語), Memoirs of the College of Science, Kyoto Imperial University（京都帝国大学理学部紀要）, A 24:  21-28, hdl:2433/257284
- Hiroshi Okamura (1943), “Sur une sorte de distance relative à un système différentiel” (フランス語), 日本数学物理学会記事 第3期 (日本物理学会、日本数学会) 25:  514-523, doi:10.11429/ppmsj1919.25.0_514
- Okamura, Hiroshi (1950). “On the surface integral and Gauss-Green’s theorem” (英語). Memoirs of the College of Science, University of Kyoto. Series A: Mathematics (Duke University Press) 26 (1):  5-14. doi:10.1215/kjm/1250778050.（没後の掲載）

## 著書
- 『微分方程式序説』共立出版、2003年。ISBN 978-4320017320。（再版。初版が1950年に河出書房から、再販が1969年に森北出版から出ている。）

## その他
2003年に再版された『微分方程式序説』の末尾に、山口昌哉が岡村博について書いた原稿、「数学者 岡村 博先生」が採録されている。その中で、山口は岡村を評して「様々な問題を天才的な発想を持ってしてではなく、非常に地道に考え、解いていった」と書いている。